# Topoke
Les Topoke (prononcer Topoké) est un groupe ethnique faisant partie des Ana-Mongo. Ils habitent le territoire d'Isangi, dans la province de la Tshopo, en république démocratique du Congo en Afrique centrale.

## Localisation
Les Topoke occupent un vaste espace qui s'étend de part et d'autre de l'affluent Lomami. Sur la rive gauche, ils se rencontrent entre 1° latitude Nord et 0°10' latitude Sud tandis que sur la rive droite, les Topoke occupent l'angle formé par l'affluent Lomami et le fleuve Congo entre 23°40' longitude Ouest et 24°10' longitude Est. Les limites du territoire des Topoke ont été fixées à l'époque coloniale par l'ordonnance n° 97/Aimo du 16 décembre 1929 modifiant l'ordonnance n° 12/Aimo du 25 janvier 1925.
Mis dans l'impossibilité de pénétrer à l'intérieur de la forêt sauvage, le colonisateur s'est contenté des limites naturelles formées des cours d'eau. Ainsi, les Topoke habitent l'espace limité à l'Est par l'affluent Lomami, à l'Ouest par les rivières Loleka, Liolo et Lokankaie, au Nord par le fleuve Congo et au Sud par les rivières Loyo et Lohale. Avec l'évolution et la fin de la colonisation, ces limites régionales sont actuellement dépassées notamment au Sud par l'insertion du territoire des Bolomboki jadis annexé à Stanleyville et au Nord-Ouest par la reprise totale du territoire des Lokombe.
Les sept Collectivités Topoke dans le territoire d'Isangi:
1. la Collectivité Bambelota, 43395 habitants sur 1688 km²; de chef a.i. M.Guillaume Bondjala
2. la Collectivité Baluolambila; 18390 habitants sur 2357 km²
3. la Collectivité Bolomboki; 22024 habitants sur 1426 km²
4. la Collectivité Kombe; 29365 habitants sur 898 km²
5. la Collectivité Liutua; 35994 habitants sur 701 km²
6. la Collectivité Lokombe; 13600 habitants sur 246 km²
7. la Collectivité Luete; 33669 habitants sur 1484 km²

Il est également signalé : 

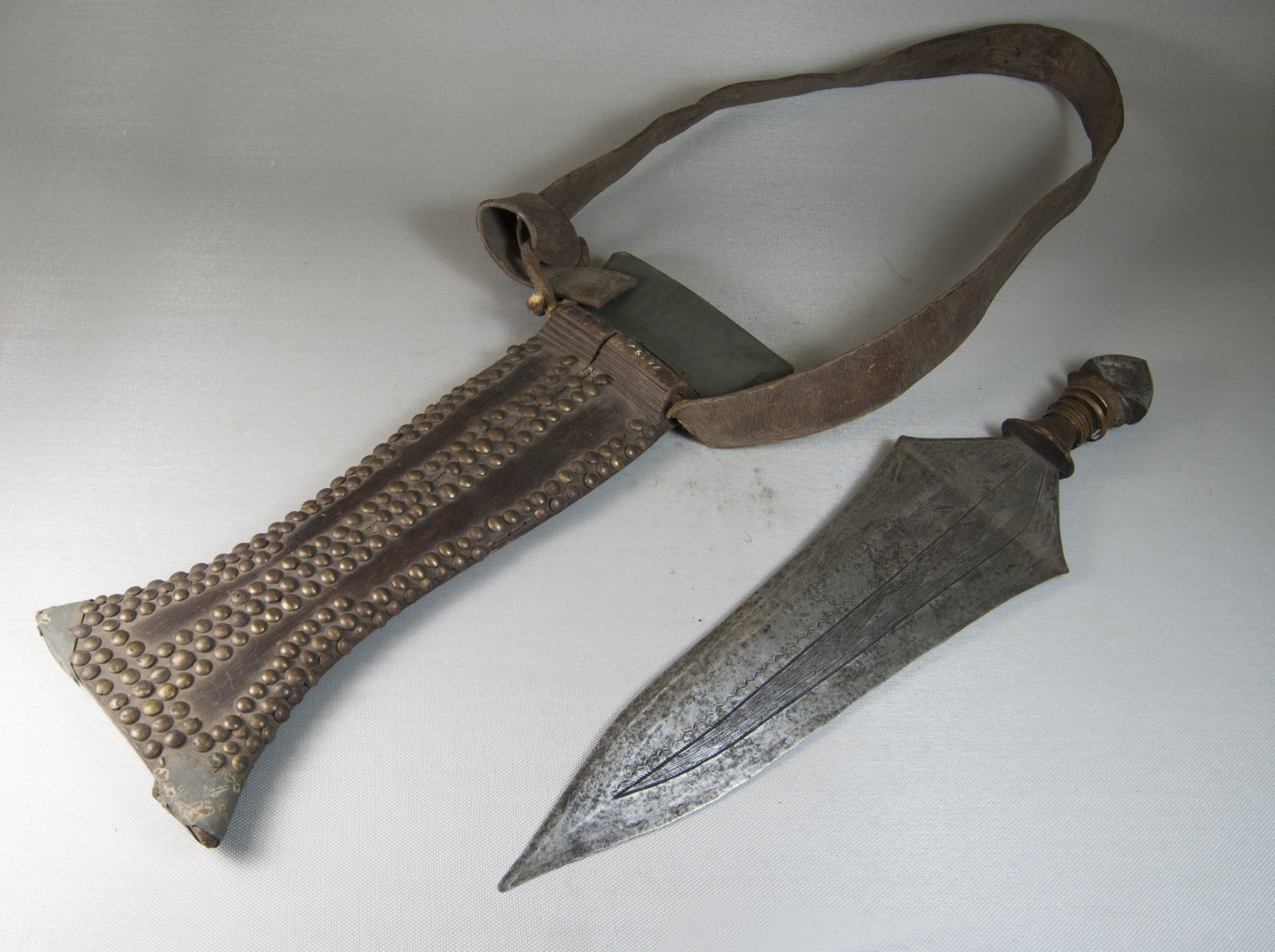
Couteau et son fourreau (Topoke ou Lokele).

- quelques villages topoke du groupe « Likolo » le long du fleuve Congo à la hauteur de Yanonge dans la Collectivité Secteur des Yalikandja-Yanonge. Ces villages seraient formés par les victimes de la pénétration des arabisés à l'intérieur de l'espace topoke ;
- le village Yangole en plein territoire des Turumbu sur la rive droite du fleuve, résultat de l'ancien mode d'aménagement du territoire ;
- deux villages à l'intérieur de la Bondombe en plein territoire des Mongo à la suite des affrontements entre les Topoke et les agents de l'EIC vers 1905.

Les peuples voisins des Topoke :
- à l'est : les Foma et les Mboso
- à l'ouest : les Bangando à Yahuma
- au nord : les Lokele à Isangi et les Basoko à Basoko
- au sud : Les Bambole à Opala

### Discographie
- (en) J. Camps (compil.), The Topoke people of the Congo, Smithsonian Folkways Recordings, 1959, 34 min (avec brochure)